# Sarinda exilis
Sarinda exilis là một loài nhện trong họ Salticidae.
Loài này thuộc chi Sarinda. Sarinda exilis được Cândido Firmino de Mello-Leitão miêu tả năm 1943.